# Kappa Eridani
Kappa Eridani, latinizado a partir de κ Eridani, é uma estrela na direção da constelação de Eridanus. Possui uma ascensão reta de 02h 26m 59.10s e uma declinação de −47° 42′ 13.8″. Sua magnitude aparente é igual a 4.25. Considerando sua distância de 528 anos-luz em relação à Terra, sua magnitude absoluta é igual a −1.81. Pertence à classe espectral B5IV.